# Aus Liebe sterben
Aus Liebe sterben (Originaltitel: Mourir d'Aimer, Morire d'Amore) ist ein französischer Film aus dem Jahre 1970. Regie führte André Cayatte.

## Handlung
Der Film spielt im Frankreich  zur Zeit der 1968er Bewegung. Nach der ersten Szene, die einen Feuerwehreinsatz zeigt, wird die Geschichte der Lehrerin Danièle erzählt, die eine Liebesbeziehung mit ihrem Schüler Gérard eingeht. Als dies bekannt wird, bekommt Danièle Schwierigkeiten mit der Schulaufsichtsbehörde und Gérard mit seinem Vater.
Als Konsequenz kommt Gérard in ein weit entferntes Internat und Danièle wird zu einer Haftstrafe verurteilt. Als Gérard nach Hause zurückkehrt und die Beendigung seiner Beziehung zu Danièle verweigert, lässt ihn sein Vater in die Psychiatrie einweisen. Auch Danièle lässt sich nicht von ihrer Liebe zu Gérard abbringen.
Das abschließende Gerichtsurteil wird zunächst durch eine Amnestie entkräftet, später aber durch die Staatsanwaltschaft angefochten. Nachdem die Strafe zur Bewährung ausgesetzt wird, fasst Danièle neuen Mut für die Beziehung. Gérard wird jedoch durch die eingelegte Berufung seines Vaters erneut davon abgehalten, eine Beziehung mit Danièle zu leben. Als Gérard von Danièles Selbstmord erfährt, eilt er zu ihrer Wohnung, doch der Hausmeister verwehrt ihm den Zutritt zu ihrer Wohnung.

## Kritik
„Anhand eines Sonderfalles wird die Angemessenheit der gesetzlichen Ordnung in Frankreich in Frage gestellt; melodramatische Elemente und einseitige Darstellungen gefährden jedoch die nüchterne Erörterung des Sachverhaltes.“